# Pallacanestro Brescia
Maillots
Le Pallacanestro Brescia est un club italien de basket-ball, évoluant dans l'élite du championnat d'Italie. Le club a porté le nom de Basket Brescia Leonessa entre 2009 et 2020.

## Palmarès
| Compétitions nationales                    | Compétitions internationales |
| - Coupe d'Italie : - Vainqueur (1) : 2023. | - Néant                      |

## Joueurs et personnalités du club

### Entraîneur
Le tableau suivant présente la liste des entraîneurs du club depuis 2009.
| Rang | Nom                 | Période   |
| ---- | ------------------- | --------- |
| 1    | Adriano Furlani     | 2009-2010 |
| 2    | Sandro Dell'Agnello | 2010-2012 |
| 3    | Alberto Martelossi  | 2012-2014 |

| Rang | Nom                | Période   |
| ---- | ------------------ | --------- |
| 4    | Andrea Diana       | 2014-2019 |
| 5    | Vincenzo Esposito  | 2019-2020 |
| 6    | Maurizio Buscaglia | 2020-2021 |

| Rang | Nom              | Période   |
| ---- | ---------------- | --------- |
| 7    | Alessandro Magro | 2021-2024 |
| 8    | Giuseppe Poeta   | 2024-     |